# Czaszówka pomiotowa

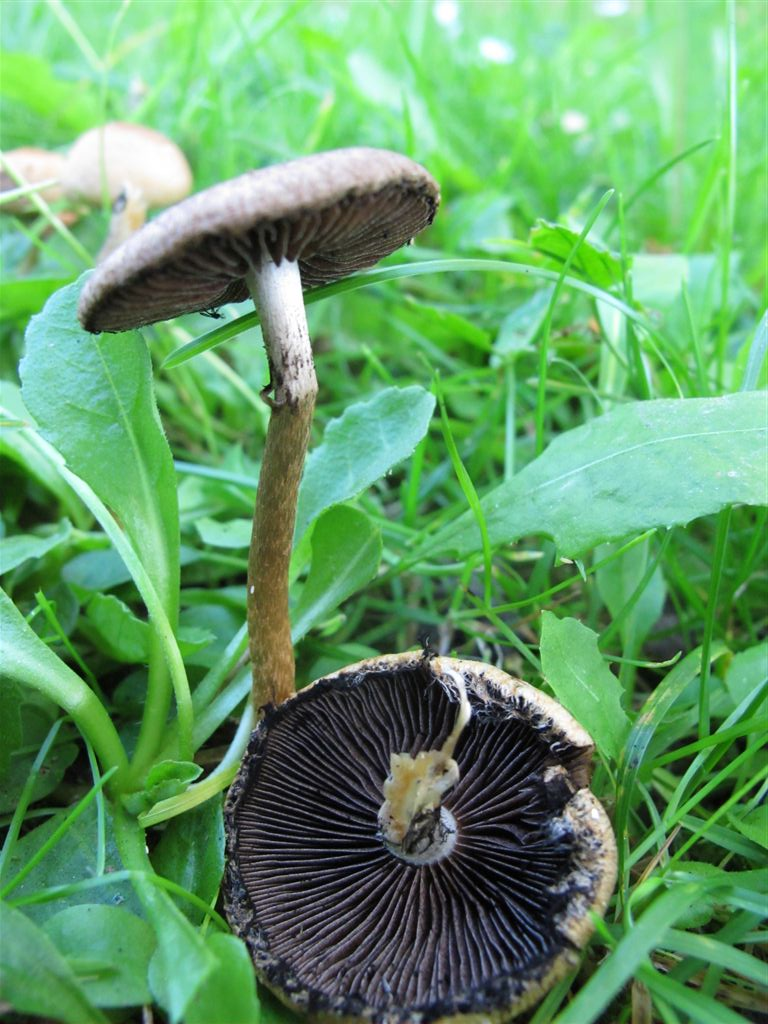

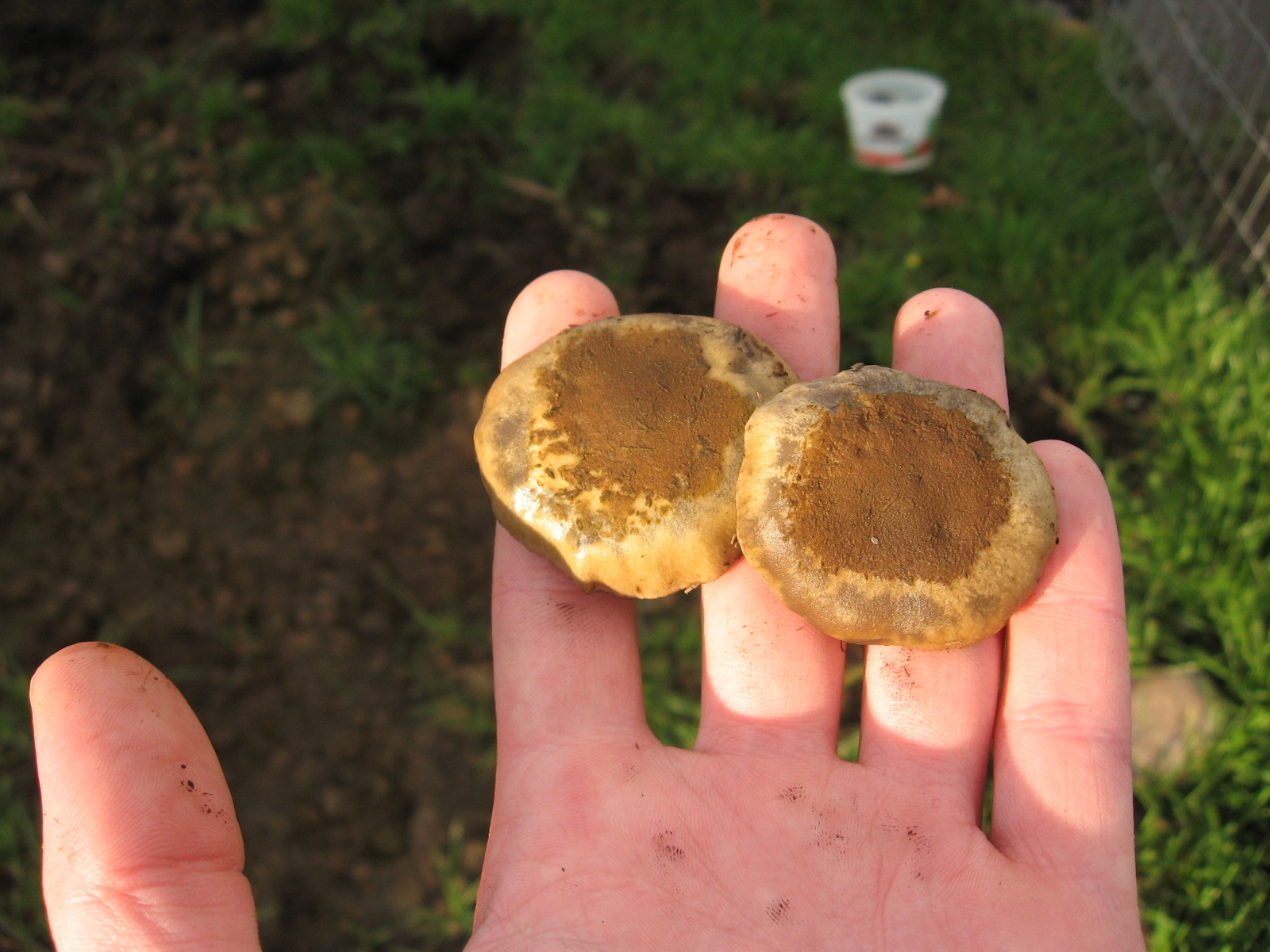

Czaszówka pomiotowa, łysiczka pomiotowa (Deconica merdaria (Pers.) P.D. Orton) – gatunek grzybów należący do rodziny pierścieniakowatych (Strophariaceae).

## Systematyka i nazewnictwo
Pozycja w klasyfikacji według Index Fungorum: Deconica, Strophariaceae, Agaricales, Agaricomycetidae, Agaricomycetes, Agaricomycotina, Basidiomycota, Fungi.
Po raz pierwszy takson ten zdiagnozował w 1821 r. Elias Fries nadając mu nazwę Agaricus merdarius. Obecną, uznaną przez Index Fungorum nazwę nadał mu w 2009 r. Machiel Evert Noordeloos.
Synonimów ma 14 Niektóre z nich:
- Psilocybe merdaria (Fr.) Ricken 1912
- Psilocybe merdaria var. macrospora (F.H. Møller) Singer, 1969
- Stropharia merdaria (Fr.) Quél. 1872
- Stropharia merdaria f. macrospora F.H. Møller 1945
- Stropharia merdaria var. exigua F.H. Møller 1945

Nazwę polską łysiczka pomiotowa zaproponował Władysław Wojewoda w 2003 r. dla synonimu Psilocybe merdaria. Stanisław Chełchowski w 1898 r. używał nazwy pierścieniak pomiotowy (dla synonimu Stropharia merdaria). Po przeniesieniu tego gatunku do rodzaju Deconica nazwy polskie stały się niespójne z nazwą naukową. W 2025 r. Komisja ds. Polskiego Nazewnictwa Grzybów Polskiego Towarzystwa Mykologicznego zarekomendowała nazwę czaszówka pomiotowa.

## Morfologia
Kapelusz
Średnica 4–7 cm, początkowo dzwonkowato-półkulisty, potem szeroko wypukły z niewielkim garbkiem, na koniec prawie płaski. Powierzchnia gładka, w stanie wilgotnym nieco lepka. Jest higrofaniczny; w stanie wilgotnym brzeg prążkowany od przeświecających blaszek, powierzchnia od jaskrawo brązowej do cynamonowo-brązowej, w stanie suchym blednąca do ochrowej lub żółtawobrązowej, jedynie środek pozostaje ciemniejszy.
Blaszki
Przyrośnięte do zbiegających, dość szerokie. Początkowo żółtawe, potem od zarodników ciemniejące do ciemnobrązowych.
Trzon
Wysokość 2–4 cm, grubość 1–3 mm, cylindryczny, twardy, początkowo pełny, potem pusty, włóknisty. Powierzchnia bladożółtawa, pokryta drobnymi, suchymi łuseczkami. Początkowo osłonięty cienką i błoniastą zasnówką, która szybko zamienia się na włókienkowatą strefę pierścieniową ciągnącą się od środka do podstawy trzonu. Strefa ta od zarodników zmienia barwę na brązową.
Cechy mikroskopowe
Zarodniki ciemnofioletowo-brązowe w wysypie, prawie elipsoidalne, 10–14 × 7–9 µm. Podstawki 4-zarodnikowe. Pleurocystyd brak. Cheilocystydy 20–33 na 6,6–8,8 µm, wrzecionowato-brzuchate lub baryłkowate z krótką szyjką o grubości 3,3–4,4 µm.

## Występowanie
Znane jest występowanie Deconica merdaria w Ameryce Północnej, Europie, Japonii, Australii. Nowej Zelandii i na Georgii Południowej. Władysław Wojewoda w 2003 r. podaje 5 stanowisk tego gatunku w Polsce. Znajduje się on na Czerwonej liście roślin i grzybów Polski. Ma status R – gatunek potencjalnie zagrożony z powodu ograniczonego zasięgu geograficznego i małych obszarów siedliskowych. Bardziej aktualne stanowiska podaje internetowy atlas grzybów.
Saprotrof, grzyb koprofilny. Rośnie na odchodach zwierząt roślinożernych na łąkach i pastwiskach oraz wśród opadłych liści. Owocniki zazwyczaj od lipca do listopada.